# Гусев, Константин Владимирович
Константин Владимирович Гусев (род. 27 сентября 1979, Набережные Челны, Татарская АССР) — российский хоккеист, вратарь. Мастер спорта России.

## Биография
Воспитанник хоккея Набережных Челнов и СДЮШОР «Трактор» Челябинск, тренеры Валерий Рякин, Юрий Могильников. В составе «Трактора» дебютировал в чемпионате МХЛ 1995/96, проведя одну игру. Выступал за клуб в РХЛ (1996/97 — 1998/99) и в высшей лиге (1999/2000). Также играл за команды «Надежда» Челябинск (1995/96, открытый чемпионат России), «Юниор-Т» Курган (1996/97 — 1997/98, Д3), «Трактор-2» (1999/2000, Д3). В сезоне 2004/05 выступал во второй лиге чемпионата России (Д4) за «Вагоностроитель» Усть-Катав.
Участник юниорского чемпионата Европы 1997. Чемпион мира среди молодёжных команд 1999 года.
Фактически завершил карьеру игрока в возрасте 21 года. По словам одноклубника Игоря Камаева, он пришел в «Трактор» лет в четырнадцать – тогда уже ерундой занимался. А потом – все только хуже становилось. Когда его поймали первый раз – отправили лечиться. Но когда поймали во второй раз – сказали, все, расстаемся, по словам главного тренера молодёжной сборной России на победном чемпионате мира-1999 Геннадия Цыгурова — не смог пережить испытание славой. По неофициальной информации, после долгого лечения от наркотической зависимости, Гусев стал работать предпринимателем в Екатеринбурге.